# Cơ quan đường bên

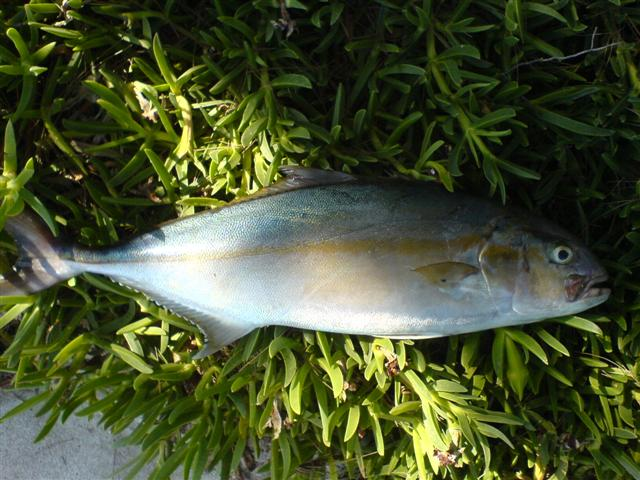
Cơ quan đường bên của một con cá cam

Cơ quan đường bên (Lateral line) là một trong những cơ quan cảm giác của cá cũng như các loài động vật có dây sống, ở cá thì cơ quan này thường nằm ở hai bên thân. Đây là một cơ quan quan trọng hơn và là hệ thống đường bên. Cấu tạo của cơ quan này là một nhóm đầu dây thần kinh nằm ở dưới da bên hông của cá. Khi có bất kỳ chuyển động nào trong nước (luôn tạo ra sóng lan truyền theo mọi hướng), hệ thống đường bên sẽ nhận biết sóng này truyền qua hệ thần kinh và cá sẽ biết được đó là kẻ thù hoặc thức ăn gần bên.

## Đặc điểm
Thường phân bố ở hai bên thân cá, nhưng một số loài cá có thể gặp cơ quan đường bên ở hai bên phần đầu của cá. Về hình dạng cấu tạo thì cơ quan đường bên thường có dạng ống dài nằm dưới da cá, bên trong ống chứa đầy chất dịch, ở đáy của ống có các tế bào cảm giác, lông của tế bào cảm giác nhô lên, gốc tế bào nối với các đầu mút dây thần kinh. Chức năng của cơ quan đường bên giúp cá xác định vị trí, phương hướng và lưu tốc nước. Hầu hết các con cá đều có một vệt dài như hoa văn chạy dọc theo hai lườn cá từ đầu tới đuôi. Thông thường, mỗi con cá có một đôi vạch như vậy và gọi là đường bên. Cũng có loại cá có 2 hoặc 3 đôi đường bên (như cá lưỡi); đặc biệt có loài cá có tới 5 đôi đường biên (như cá lục tuyến). Đường bên là cơ quan cảm giác quan trọng giúp cá thích nghi với cuộc sống dưới nước. Nếu không có cơ quan này, chúng khó mà sống được.

## Vai trò
Ở đại dương có những mỏm đá ngầm rất nguy hiểm cho tàu bè. Nhưng cá không bao giờ va chạm vào đá ngầm như tàu bè thường va phải, đó là nhờ cơ quan đường bên ở hai mình cá. Khi gặp đá ngầm, sóng biển va đập vào các mỏm đá ngầm làm thay đổi dòng chảy và tần số dao động của sóng trước, cơ quan đường bên của cá sẽ kịp thời phát hiện ra thay đổi này và chuyển đổi hướng bơi rất chính xác để vượt qua vùng biển hung dữ đó. Khi bơi, cơ quan đường bên còn giúp cá nhận biết được động tác và hướng bơi của đồng loại để duy trì sự liên lạc cần thiết. Mỗi khi các ngư dân quây lưới đánh bắt cá, nếu có một góc lưới quây không kín hoặc lưới có lỗ thủng thì cả đàn cá trong vòng vây lưới sẽ kéo nhau trốn thoát qua kẽ hở đó.
Cơ quan đường bên của cá còn cảm nhận được những chấn động nhỏ trong nước mà tai cá không nghe thấy, điều đó có tác dụng rất quan trọng cho cá trong việc tìm kiếm mồi. Cá sống trong nước thường ăn các sinh vật nổi trên mặt nước hoặc tôm cá con. Chuyển động của tôm cá con, dù rất rất nhẹ nhàng, hoặc gió thổi gợn nhẹ mặt nước đều được cá sống dưới tầng nước sâu cảm nhận và bơi đến đúng mục tiêu cần tìm. Do đó, mù mắt của một số loài cá khác nhau và thấy chúng vẫn bắt được mồi như thường, nhưng nếu cắt bỏ đường bên, chúng sẽ hoàn toàn mất khả năng tìm thức ăn.
Cơ quan đường bên còn bù đắp cho thị lực của cá. Cá có mắt như các động vật có xương sống khác, nhưng cường độ ánh sáng mạnh hay yếu ảnh hưởng rất lớn đến cấu tạo mắt. Có loài sống ở đáy biển tối mò, mắt cá hầu như không còn tác dụng, hoặc có loài sống ở vực sâu, hai mắt thoái hóa hoặc tiêu biến hoàn toàn. Khi đó cơ quan đường bên lại rất phát triển và phát huy tác dụng lớn trong việc chạy trốn kẻ thù và tìm bắt mồi, cơ quan đường bên của cá có tác dụng như vậy là vì nó có liên quan tới hệ thần kinh rất hoàn hảo của cá.